# Callistethus megalius
Callistethus megalius är en skalbaggsart som beskrevs av Bates 1888. Callistethus megalius ingår i släktet Callistethus och familjen Rutelidae. Inga underarter finns listade.